# Xolmis cinereus
Xolmis cinereus là một loài chim trong họ Tyrannidae. Nó được tìm thấy ở Argentina, Bolivia, Brazil, Paraguay, Peru, Suriname và Uruguay. Môi trường sống tự nhiên của nó là xavan khô, vùng cận nhiệt đới hoặc nhiệt đới ẩm ướt theo mùa, đồng cỏ ngập nước, và đồng cỏ chăn thả gia súc.